# Qui chante ne pense pas à mal
Pour plus de détails, voir Fiche technique et Distribution.
Qui chante ne pense pas à mal (Tko pjeva zlo ne misli) est un film yougoslave réalisé par Krešimir Golik, sorti en 1970.
C'est l'adaptation de la nouvelle Le Journal du petit Petrica (Iz dnevnika malog Perice) de Vjekoslav Majer.
Il a été est élu meilleur film croate de tous les temps par des critiques de films croates. 

## Fiche technique
- Titre original : Tko pjeva zlo ne misli
- Titre français : Qui chante ne pense pas à mal
- Réalisation : Krešimir Golik
- Scénario : Krešimir Golik et Ivo Škrabalo
- Costumes : Ljubica Wagner
- Photographie : Ivica Rajković
- Montage : Katja Majer
- Musique : Živan Cvitković
- Pays d'origine : Yougoslavie
- Format : Couleurs - 35 mm - 1,66:1 - Mono
- Genre : comédie dramatique, musical
- Durée : 85 minutes
- Date de sortie :
  - Yougoslavie : 20 octobre 1970

## Distribution
- Franjo Majetić : Franjo Safranek
- Mirjana Bohanec : Ana Safranek
- Relja Bašić : Gospon Fulir
- Mia Oremović : Teta Mina
- Tomislav Žganec : Perica Safranek